# آب معدنی
آب معدنی آبی است که نسبت به آب معمولی از نظر میزان مواد معدنی، نوع مواد معدنی و گاز و همچنین درجه حرارت تفاوت داشته باشد.

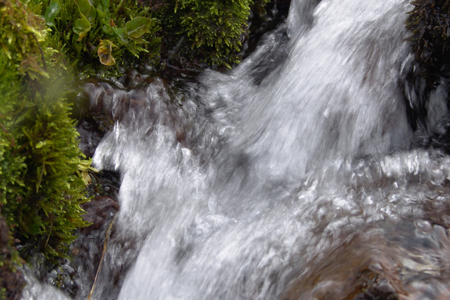
چشمه آب معدنی در دامنه کوه‌های سبلان، ایران

آب‌های معدنی، از چشمه‌های طبیعی یا چشمه‌هایی که مصنوعی ایجاد کرده‌اند، جریان دارند و آن‌ها را در همان سرچشمه در ظرف مخصوصی پر می‌کنند و برای مصرف حمل می‌نمایند. آب چشمه‌ها به‌طور کلی دارای نمک‌هایی هستند که در موقع عبور آب از سطح زمین در آن حل شده باشد. مقدار این نمک‌ها در آب‌های معدنی به مراتب زیادتر و حداقل به یک در هزار می‌رسد.

## ترکیبات آب معدنی
در آب معدنی ترکیباتی مانند نمک‌های ید و ترکیبات آرسنیک و ترکیبات گوگرددار و مواد رادیواکتیو و نظیر آن‌ها وجود دارد که در آب معمولی نیست. از آنجائی که ترکیبات قشر زمین در نقاط مختلف، متفاوت می‌باشد، ترکیبات آب‌های معدنی هم فرق می‌کند.

## طبقه‌بندی آب‌های معدنی
آب‌های معدنی را از روی اینکه چه ترکیبی بیشتر در آن وجود دارد طبقه‌بندی می‌کنند:
1. آب معدنی اسیدی: این آب‌ها باید لااقل در یک لیتر، یک گرم انیدرید کربنیک طبیعی آزاد محلول داشته باشد.
2. آب معدنی سولفات سدیم‌دار: آب این چشمه‌ها دارای سولفات سدیم و همچنین کلرور سدیم و بی‌کربنات سدیم می‌باشند.
3. آب چشمه‌های تلخ: مهم‌ترین ماده شیمیایی که در آب این چشمه‌ها موجود است و موجب تلخی مزه آن‌ها می‌گردد، سولفات منیزیم می‌باشد، اما علاوه بر سولفات منیزیم، اکثراً سولفات سدیم و کلرور سدیم هم در آن‌ها وجود دارد.
4. چشمه‌های کلرور سدیم: در آب این چشمه‌ها بیش از یک گرم املاح در لیتر موجود است و بیشتر این املاح نیز کلرور سدیم می‌باشد.
5. آب آهن‌دار: آب‌هایی که در یک لیتر آب آن‌ها بیش از ده میلی گرم آهن به حالت محلول موجود باشد، از آنجایی که آب‌های آهنی زود تجزیه و آهن آن‌ها ته‌نشین می‌شود، معمولاً در همان سرچشمه آن را می‌آشامند.
6. آب گوگردی: این آب‌ها دارای هیدروژن سولفوره آزاد یا هیدروسولفور یا هر دوی این‌ها می‌باشند (بوی هیدروژن سولفوره، شبیه بوی تخم مرغ گندیده‌است)
7. آب آهک‌دار: این آب‌ها دارای نمک‌هایی هستند که قسمت اعظم آن‌ها کربنات اسید کلسیم و کربنات اسید منیزیم و گچ و انیدرید کربنیک می‌باشد.
8. چشمه‌های آرسنیک‌دار: این چشمه‌ها دارای مقدار جزئی آرسنیک هستند که بعلت کمی مقدار اثر کشندگی ندارد.
9. آب‌های یددار

## درمان با آب معدنی
استفاده از آب‌های معدنی، تاریخی بسیار کهن دارد ولی استفادهٔ علمی از آب‌ها پس از شناخت اثرات درمانی آن‌ها در قرن اخیر تحقق یافته است. آب‌های معدنی به روی بدن انسان یا مخصوصاً نواحی ویژه‌ای از بدن دارای اثراتی می‌باشد که این اثرات در هنگام مصرف مستقیم از آب چشمه (یعنی اولین نقطه‌ای که آب معدنی ظاهر می‌شود) شدیدتر می‌باشد.
آب‌های معدنی که در نقاط مختلف وجود دارد هر کدام اثر ویژهٔ مربوط به همان آب را دارد زیرا ترکیبات هر آب معدنی ویژه همان منطقه است:
- انیدرید کربنیک محلول در آب اسیدی موجب تسریع حرکت دودی‌شکل روده می‌گردد و مقدار عصاره‌هایی که در روده ریخته  می‌شود را زیادتر می‌کند. در نتیجه، هضم غذا تسریع می‌شود. همچنین موجب زیاد شدن اسید کلریدریکی که در معده تولید می‌شود، می‌گردد و اثر اشتهاآور دارد. آب‌های قلیایی نیز فعالیت معده را زیاد می‌کنند و اسید معده را از بین می‌برند و در معالجه درد مفاصل مؤثرند.
- آب‌های تلخ اثرات خوبی در برطرف کردن یبوست و چاقی دارند. آشامیدن آب این چشمه‌ها برای اشخاص ضعیف و کم خون و مسلول و نظیر این‌ها خوب نیست.
- آب‌های آهن‌دار برای درمان کم خونی بسیار مفید می‌باشد.
- آب‌های گوگردی در درمان روماتیسم و امراض جلدی و مسمومیتهای فلزی تجویز می‌شود.
- آشامیدن آب این چشمه‌های آرسنیک‌دار برای رفع کم خونی و ضعف ناشی از کمی غذا و غیره مفید است.
- آب چشمه‌های یددار را بیشتر برای آشامیدن و نه حمام گرفتن مصرف می‌کنند و ید موجود در آن‌ها، هم دستگاه گوارش و هم غدد گلو را تحریک به کار و ترشح می‌کند.
- آب‌های آهک‌دار در درمان نارسایی کلیه و درمان ناراحتی اعصاب و درمان اگزمای پوست و غیره توصیه شده‌اند.
- اشخاصی که مبتلا به سوء هاضمه یا چاقی زیاد هستند یا دستگاه تنفسی آن‌ها خوب کار نکند، بر اثر آشامیدن آب چشمه‌های کلرور سدیم بهتر می‌شوند.
- آب‌های رادیو اکتیو موجب فعالیت و ترمیم سلول و بافت‌های بدن شده، باعث ازدیاد کلسیم‌سازی گشته و می‌تواند رگ‌های خونی بدن را گشاد نموده، مدّر باشد و آرام بخش و باکتری کش است.

## فقدان بهداشت در آب معدنی
آب معدنی در بطری پت نگهداری می‌گردد که دارای شرایط نگهداری خاصی است. بسیاری از فروشگاه‌ها در ایران آب معدنی را در زیر آفتاب نگهداری کرده یا بعضاً آن را فریز می‌کنند که سبب آزاد شدن مونومرهای واکنمش نداده در این آب معدنی می‌گردد که برای سلامتی خصوصاً مردان می‌تواند مضر باشد. یک کارشناس بهداشت در ایران استفاده از آب چاه را ارجح تر از استفاده از آب معدنی‌هایِ زیرِ آفتاب بوده ، می‌داند.